# Richard Straube (Politiker)
Richard Straube (* 30. Dezember 1897 in Rixdorf; † 18. Mai 1969 in Berlin) war ein deutscher Politiker (SPD).
Richard Straube besuchte eine Volksschule und machte eine Lehre als Schlosser. Er trat 1911 der Sozialistischen Arbeiter-Jugend (SAJ) und später auch der SPD bei. Im Ersten Weltkrieg wurde er 1916 eingezogen und erlitt eine Kriegsverletzung. Nach der Entlassung aus dem Lazarett 1919 arbeitete Straube zunächst bei einem Kraftfahrzeuggewerbe und machte sich 1925 mit einem Fuhrunternehmen selbständig. Im Zweiten Weltkrieg wurde er 1939 erneut eingezogen.
Nach dem Krieg wurde Straube Verwaltungsangestellter im Bezirksamt Neukölln, wo er 1949 Vorsitzender des Betriebsrats wurde. Da Jeanette Wolff Bundestagsabgeordnete wurde, rückte Straube im Februar 1952 in das Abgeordnetenhaus von Berlin nach. Ende 1954 schied er aus dem Parlament aus.